# Борей
Боре́й (др.-греч. Βορέας, Βοῤῥᾶς «северный») — в греческой мифологии олицетворение северного бурного ветра. Упомянут в «Теогонии», «Илиаде» (V 524 и др.) и «Одиссее» (V 296). У римлян был известен как Аквилон.

## В мифологии
Борей был сыном Астрея (бога звёздного неба) и Эос (богини утренней зари), братом Зефира, Эвра и Нота. Его происхождение указывает на связь со стихийными силами природы. Изображался крылатым, длинноволосым, бородатым, могучим божеством. Фракия считалась обиталищем Борея. Борей похитил дочь афинского царя Эрехтея, Орифию, родившую ему четырёх детей — Зета и Калаида, участвовавших в походе аргонавтов, а также дочерей Хиону и Клеопатру. Считался родственником афинян.
По легенде, мог превращаться в жеребца с темной гривой. В этом облике Борей избрал в табуне царя Дардании Эрихтония двенадцать лучших кобылиц, породивших от него двенадцать жеребят, быстрых, как сам ветер. От брака с Гарпией у него родились кони Ксанф и Подарка, которые впоследствии были преподнесены Эрехтею в качестве выкупа за Орифию.
Клавдий Элиан в «Пёстрых рассказах» пишет, что когда сиракузский тиран Дионисий Старший вёл военные действия против г. Фурии в Лукании, то направил туда триста кораблей. Однако налетел северный ветер, разбил корабли и лишил его таким образом флота: «В благодарность за свое спасение жители Фурий принесли Борею жертвы, постановили считать согражданином, выделили ему дом с участком земли и стали ежегодно справлять в его честь праздник. Значит, не только афиняне признавали Борея своим свойственником; жители Фурий присвоили ему прозвище „Благодетель“, как, впрочем, по словам Павсания, и мегалополитяне».
Его жилище называют «седьмидомным гротом». В античные времена «ложем Борея» называли потухший вулкан Эльбрус.

## В литературе и искусстве
Ему посвящён LXXIX орфический гимн. Действующее лицо трагедии Эсхила «Орифия». На ларце Кипсела был изображен со змеиными хвостами вместо ног, похищающим Орифию.
Сюжет похищения Бореем Орифии украшает фронтон храма афинян в Делосе, часто встречается в росписи ваз. В живописи этот сюжет можно встретить на картинах Аннибале Карраччи, П. П. Рубенса, Ш. Лебрена, Ф. Буше. Изображение Борея (но в большинстве искусствоведческих источников — Зефира) можно найти на картине Боттичелли «Весна». В 1763 году французский композитор эпохи барокко Ж.- Ф. Рамо написал свою последнюю оперу (лирическая трагедия в пяти актах) — «Бореады» (фр. Les Boréades), на сюжет, связанный с Бореем и его сыновьями.